# Herbert Ernesto Anaya Sanabria

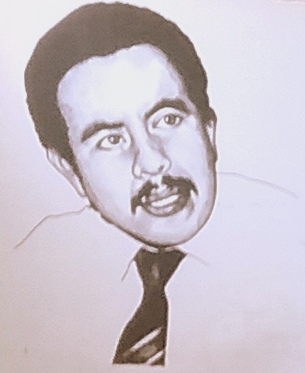
Wandgemälde im Auditorium zu seinen Ehren an der Fakultät für Rechtswissenschaften und Sozialwissenschaften der Universität von El Salvador.

Herbert Ernesto Anaya Sanabria (* 1954 in San Salvador; † 26. Oktober 1987 ebenda) war der Präsident der Nichtregierungsorganisation Comisión de Derechos Humanos de El Salvador (CDHES). Er wurde am 26. Oktober 1987 bei einem Attentat in der Nähe seines Hauses getötet. Sanabria war der vierte Leiter der CDHES, welcher in El Salvador während der 1980er Jahre ermordet wurde oder spurlos verschwand, wobei bisher keiner der Fälle zufriedenstellend aufgeklärt wurde. Anayas Sohn wurde Anfang 1993 angeschossen und verwundet, als bewaffnete Männer versuchten, das Auto von Sanabrias Witwe Mirna Perla de Anaya zu stoppen.

## Leben
Sanabria trat in den 1970er Jahren während seines Studiums der Studentenorganisation Asociación General de Estudiantes Universitarios Salvadoreños (AGEUS) bei. Er war später einer der Mitbegründer der Menschenrechtsorganisation CDHES. Daneben arbeitete er für ein Komitee für Familien von Personen, die ermordet wurden oder spurlos verschwanden. Am 26. Mai 1986 wurde er mit Reynaldo Blanco, dem späteren Vorsitzenden des CDHES, von Mitgliedern der Geheimpolizei verschleppt und neun Monate im Gefängnis La Esperanza, im Stadtteil Las Marionas verhört und gefoltert. Während dieser Zeit im Gefängnis erstellte Sanabria einen Menschenrechtsbericht, welcher Aussagen von 430 der 432 einsitzenden Insassen umfasste, in denen sie Foltermethoden beschreiben, welchen sie unterzogen wurden. Der 160 Seiten umfassende Bericht und ein Video, welches Folterspuren dokumentiert, wurden aus dem Gefängnis geschmuggelt und an die Marin County Interfaith Task Force gesandt. Am 2. Februar 1987 wurde Sanabria im Zuge eines Gefangenenaustausches entlassen.
Herbert Anaya wurde zu dieser Zeit von der US-Regierung und den Regierungstruppen FAES vorgeworfen, einer der Führer der FMLN-Guerilla zu sein. Es wurde behauptet, die CDHES sei der Propagandaarm der Rebellen, wofür sie aber den Nachweis schuldig blieben.
Anaya äußerte sich nach seiner Freilassung zu den Menschenrechtsverletzungen und behauptete, die Todesschwadronen würden direkt vom Militär befehligt. Seine Behauptungen wurden nachfolgend von Menschenrechtsorganisationen bestätigt.

## Attentat
Am 26. Oktober 1987 wurde Sanabria auf einem Parkplatz unweit seines Hauses im Stadtteil Zacamil in San Salvador ermordet. Laut Zeugenberichten waren an dem Mord drei Männer beteiligt. Ballistische Tests wiesen später nach, dass sechs Schüsse aus der gleichen Waffe abgefeuert wurden. Sanabrias Tod folgten mehrtägige Demonstrationen in San Salvador wie auch Reaktionen im Ausland. Sein Körper wurde aus Protest vor der US-Botschaft aufbahrt und später zur Kommandozentrale der Armee gebracht.
Nationale und internationale Menschenrechtsgruppen sowie zivile Organisationen drückten ihre Anteilnahme aus. Der Gewerkschaftsdachverbandes Unión Nacional de los Trabajadores Salvadoreños (UNTS) machte in einer öffentlichen Stellungnahme die Regierung unter José Napoleón Duarte, die Botschaft der USA und den Generalstab der FAES verantwortlich. Die Regierung der Bundesrepublik Deutschland, die SPD und die französische Regierung forderten Duarte auf, die Umstände des Verbrechens aufzuklären. UN-Generalsekretär Javier Pérez de Cuéllar, Human Rights Watch, Amnesty International und andere Menschenrechtsgruppen protestierten gegen die Ermordung Sanabrias.
Aus Protest gegen das Attentat auf Anaya setzten die FMLN und die Frente Democrático Revolucionario (FDR) am 29. Oktober 1987 die Verhandlungen mit der Duarte-Regierung aus. Am selben Tag trat Reni Roldán als Mitglied der Commission of National Reconciliation zurück, mit der Begründung, dass Anayas Ermordung und das Verschwinden des Gewerkschaftsführers Salvador Ubau und ähnliche Fälle keine isolierten Ereignisse seien.

## Ermittlungen
Laut dem Bericht der internationalen Wahrheits-Kommission, die als Teil des Friedensabkommen in El Salvador geschaffen wurde, konnte nicht mit Sicherheit gesagt werden, ob die Todesschwadronen, die Armee El Salvadors oder die FMLN für Sanabrias Tod verantwortlich waren.
Es kursierten Gerüchte, die Ejército Revolucionario del Pueblo (ERP) hätte das Attentat auf Sanabria organisiert. Sanabria war selbst Mitglied in der ERP, bevorzugte jedoch im Gegensatz zu anderen Führern eine friedliche Lösung des Konfliktes. Zwei Monate später nahm die Polizei das ERP-Mitglied Jorge Alberto Miranda Arévalo fest. Arévalo sagte anfangs aus, er sei als Aufpasser in das Attentat verwickelt gewesen, eine Aussage, die er später mit der Begründung zurückzog, er sei unter psychologischen Druck und Schlafentzug gesetzt worden. Obwohl er nicht von den Augenzeugen identifiziert werden konnte, wurde er 1991 schuldig gesprochen und zur Höchststrafe von 30 Jahren Gefängnis verurteilt. Die internationale Wahrheitskommission kritisierte die Verletzung von Arévalos Grundrechten sowie seine Behandlung durch die Polizei.
Die Anschuldigungen gegen die ERP wurden sowohl von Anayas Witwe als auch von der CDHES zurückgewiesen. Sanabrias Kollegen berichteten stattdessen von einer Reihe von direkten und indirekten Drohungen durch die Regierung El Salvadors während des Jahres 1987. Darüber hinaus wurde Sanabrias Vater im März 1987 durch die Nationalgarde verhaftet und zu den Aktivitäten seines Sohnes verhört.